# Китри (Ен)
Китри (фр. Cutry) насеље је и општина у североисточној Француској у региону Пикардија, у департману Ен (Пикардија) која припада префектури Соасон.
По подацима из 2011. године у општини је живело 118 становника, а густина насељености је износила 24,63 становника/km². Општина се простире на површини од 4,79 km². Налази се на средњој надморској висини од 127 метара (максималној 158 m, а минималној 58 m).

## Демографија
| 1962. | 1968. | 1975. | 1982. | 1990. | 1999. | 2011. |
| ----- | ----- | ----- | ----- | ----- | ----- | ----- |
| 76    | 101   | 77    | 90    | 88    | 98    | 118   |

График промене броја становника у току последњих година